# Chakobsa (idioma ficticio)
Chakobsa es un idioma ficticio utilizada por los Fremen del Universo de Dune creado por Frank Herbert. En la serie de novelas que inician con Dune, se explica que este idioma se basa en otro idioma ficticio, el Bhotani Jib. Herbert tomó el nombre del Chakobsa, una "lengua de caza" del Cáucaso, en la actual región de Dagestán, una forma anglicada de Adighé.
Algunos ejemplos del idioma que aparecen en los libros son de hecho una mezcla del idioma romaní, de un libro de texto de magia gitana que Herbert usó como referencia, una frase en Serbo-croata, y varios términos árabes, con las definiciones alteradas ligeramente para sugerir el paso de tiempo.

## La Enciclopedia de Dune
La Enciclopedia de Dune (1984) de Willis E. McNelly incluye descripciones extensas del idioma Fremen. La Enciclopedia fue aprobada por Herbert, pero es discordante en algunos datos respecto a los trabajos más tardíos de Herbert acerca de Dune, por lo que no se le considera canónica.

## Miniserie de 2003
La miniserie televisiva de Sci Fi Channel de 2003, Hijos de Dune, de Frank Herbert, incluye una canción de Brian Tyler titulada "Inama Nushif", de la cual se dice que contiene letra cantada en Fremen. Según el director de la miniserie Greg Yaitanes, Tyler declaró que había "buscado en los libros de Herbert y descifrado suficiente del idioma ficticio Fremen para escribir este poderoso canto." En realidad la canción es la alteración de un discurso realizado por Muad'dib, publicado en La Enciclopedia de Dune, expandido mediante algunas repeticiones, y traducido con ciertas diferencias. Las primeras líneas del texto original son "Innama nishuf".

## Ejemplo textual
Un ejemplo de Chakobsa puede verse en el antiguo ritual funerario Fremen en el cual el agua de un muerto de la tribu es bendecida mágicamente: "Ekkeri-akairi, fillissin-follasy. ¡Kivi a-kavi, nakalas! ¡Nakalas! Ukair-an ... jan, jan, jan ... .
(Traducción "Esta es el agua de (el dueño nuevo). Nunca más será medida o contada por los latidos del corazón de (el dueño viejo). Adelante, adelante, adelante...")